# Тртична кост
Тртична кост (лат. os coccygis) или репна кост је кост која се налази на задњем екстремитету кичме код неких примата и код човека. 
Код човека, тртична кост се ствара спајањем четири задња пршљена (код неких и пет) који се називају тртични пршљенови.

## Функција
Код човека тртична кост не даје фунцкцију као у праисторији (заштита, лов...) али даје статичку функцију. Кост се понаша као троножац током седења, што значи да ће заједно са седним костима стабилизирати доњи део тела човека.